# Padaherang (Sindangwangi)
Padaherang is een bestuurslaag in het regentschap Majalengka van de provincie West-Java, Indonesië. Padaherang telt 1633 inwoners (volkstelling 2010).